# Promised Land (албум)
Promised Land е петият студиен албум на прогресив метъл групата Queensrÿche от 1994 година. Той е и най-високо изкачилият се в класациите албум на групата.

## Списък на песните
1. 9:28 а.м. – 1.43
2. I Am I – 3.56
3. Damaged – 3.55
4. Out Of Mind – 4.34
5. Bridge – 3.27
6. Promised Land – 8.25
7. Disconnected – 4.48
8. Lady Jane – 4.23
9. My Global Mind – 4.20
10. One More Time – 4.17
11. Someone Else – 4.38

## Членове
- Джоф Тейт – вокал
- Крис ДеГармо – китари
- Майкъл Уилтън – китари
- Еди Джаксън – бас
- Скот Рокенфийлд – барабани